# Полк-Сентер (тауншип, Миннесота)
Полк-Сентер (англ. Polk Centre) — тауншип в округе Пеннингтон, Миннесота, США. На 2000 год его население составило 79 человек.

## География
По данным Бюро переписи населения США площадь тауншипа составляет 62,4 км², из которых 62,4 км² занимает суша, a вода составляет 0,04 %.

## Демография
По данным переписи населения 2000 года здесь находились 79 человек, 29 домохозяйств и 22 семьи. Плотность населения —  1,3 чел./км². На территории тауншипа расположена 31 постройка со средней плотностью 0,5 построек на один квадратный километр. Расовый состав населения: 97,47 % белых и 2,53 % приходится на две или более других рас. Испанцы или латиноамериканцы любой расы составляли 2,53 % от популяции тауншипа.
Из 29 домохозяйств в 37,9 % воспитывались дети до 18 лет, в 72,4 % проживали супружеские пары и в 24,1 % домохозяйств проживали несемейные люди. 20,7 % домохозяйств состояли из одного человека, при том 6,9 % из — одиноких пожилых людей старше 65 лет. Средний размер домохозяйства — 2,72, а семьи — 3,23 человека.
29,1 % населения — младше 18 лет, 5,1 % — в возрасте от 18 до 24 лет, 29,1 % — от 25 до 44, 24,1 % — от 45 до 64, и 12,7 % — старше 65 лет. Средний возраст — 42 года. На каждые 100 женщин приходилось 119,4 мужчин. На каждые 100 женщин старше 18 приходилось 115,4 мужчин.
Средний годовой доход домохозяйства составлял 31 250 долларов, а средний годовой доход семьи —  41 875 долларов. Средний доход мужчин —  30 938  долларов, в то время как у женщин — 16 250. Доход на душу населения составил 13 136 долларов. За чертой бедности находились 10,5 % семей и 8,2 % всего населения тауншипа, из которых 21,1 % младше 18 лет.